# Wuxi International Finance Square
The Wharf Times Square 1 est un gratte-ciel de Wuxi, en Chine. La tour fait partie d'un complexe comportant deux autres bâtiments de 164 mètres, tous achevés en 2014. C'est en juin 2014 le plus haut gratte-ciel de la ville de Wuxi 